# Marco Histórico Nacional em Nova Iorque (estado)

Localização do estado de Nova Iorque nos Estados Unidos.

A lista de Marcos Históricos Nacionais em Nova Iorque contém os marcos designados pelo Governo Federal dos Estados Unidos para o estado norte-americano de Nova Iorque.
Existem 269 Marcos Históricos Nacionais (NHLs) no estado de Nova Iorque, dos quais 114 estão localizados na cidade de Nova Iorque, 152 nos demais condados e dois são compartilhados entre a cidade de Nova Iorque e outros condados. Eles estão distribuídos em 43 dos 62 condados do estado. Os primeiros marcos do estado de Nova Iorque foram designados em 9 de outubro de 1960 e o mais recente em 27 de fevereiro de 2013.
O Aqueduto Croton (Antigo) é compartilhado com um dos condados da cidade de Nova Iorque, enquanto o Delaware and Hudson Canal é compartilhado entre vários condados de Nova Iorque e com o estado da Pensilvânia. O Parque Interestadual Palisades é compartilhado entre dois condados de Nova Iorque e também com o estado de Nova Jérsei.

## Listagem atual excluindo os marcos da cidade de Nova Iorque
Para manter a consistência, os registros são nomeados aqui conforme designação do programa NHL.
Legenda:
| NRHP | Registro Nacional de Lugares Históricos |
| NHL  | Marco Histórico Nacional                |
| NHLD | Distrito Histórico Nacional             |
| HD   | Distrito Histórico                      |
| NHS  | Local Histórico Nacional                |
| NMEM | Memorial Nacional dos EUA               |
| NMON | Monumento Nacional dos EUA              |
| NHP  | Parque Histórico Nacional dos EUA       |
| NMP  | Parque Nacional Militar dos EUA         |

| [ 2 ] | Nome                                                                                    | Imagem | Inclusão                                  | Localidade e coordenadas | Condado | NHLS                                      | Observações |
| ----- | --------------------------------------------------------------------------------------- | ------ | ----------------------------------------- | --- | --- | ----------------------------------------- | --- |
| 1     | Adams Power Plant Transformer House                                                     |        | 4 de maio de 1983 (41 anos)               | Buffalo Ave. próximo de Portage Rd., Niagara Falls 43° 04′ 54″ N, 79° 02′ 34″ O                                                               | Niagara | 75001212                                  | |
| 2     | Adirondack Forest Preserve                                                              |        | 23 de maio de 1963 (61 anos)              | Nordeste do estado de Nova Iorque, Adirondack State Forest Preserve 44° 00′ 00″ N, 74° 20′ 00″ O                                              | Essex e Hamilton e partes de Clinton, Franklin, Fulton, Herkimer, Lewis, Oneida, St. Lawrence, Saratoga, Warren e Washington | 66000891                                  | |
| 3     | Susan B. Anthony House                                                                  |        | 23 de junho de 1965 (59 anos)             | 17 Madison St., Rochester 43° 09′ 12″ N, 77° 37′ 41″ O                                                                                        | Monroe | 66000528                                  | |
| 4     | Armour-Stiner House                                                                     |        | 8 de dezembro de 1976 (48 anos)           | 45 W. Clinton Ave., Irvington 41° 01′ 51″ N, 73° 52′ 14″ O                                                                                    | Westchester | 75001238                                  | Também conhecido como Carmer Octagon House. |
| 5     | Campo de Batalha de Bennington                                                          |        | 20 de janeiro de 1961 (64 anos)           | NY 67, na VT state line nas proximidades de Walloomsac 42° 56′ 19″ N, 73° 18′ 16″ O                                                           | Rensselaer | 66000564                                  | |
| 6     | Distrito Histórico de Boston Post Road                                                  |        | 30 de agosto de 1993 (31 anos)            | Aproximadamente delimitado pela Boston Post Rd. e Milton Harbor, Rye 40° 57′ 30″ N, 73° 42′ 07″ O                                             | Westchester | 82001275                                  | |
| 7     | Boughton Hill (Gannagaro)                                                               |        | 19 de julho de 1964 (60 anos)             | Endereço restrito nas proximidades de Victor 42° 57′ 40″ N, 77° 24′ 46″ O                                                                     | Ontário | 66000559                                  | Conhecido como Ganondagan State Historic Site. |
| 8     | Bronck House                                                                            |        | 24 de dezembro de 1967 (57 anos)          | 2 milhas a oeste de Coxsackie no lado oeste da U.S. 9W 42° 20′ 31″ N, 73° 50′ 55″ O                                                           | Greene | 67000012                                  | Registrado no NRHP como Pieter Bronck House. |
| 9     | Dr. Oliver Bronson House and Estate                                                     |        | 31 de julho de 2003 (21 anos)             | Oeste da U.S. 9 em Hudson 42° 14′ 35″ N, 73° 47′ 09″ O                                                                                        | Columbia | 03001035                                  | |
| 10    | Fazenda e túmulo de John Brown                                                          |        | 5 de agosto de 1998 (26 anos)             | John Brown Rd., nas proximidades de Lake Placid 44° 15′ 08″ N, 73° 58′ 19″ O                                                                  | Essex | 72000840                                  | |
| 11    | Sociedade Histórica de Buffalo e do condado de Erie                                     |        | 27 de fevereiro de 1987 (38 anos)         | 25 Nottingham Ct., Buffalo 42° 56′ 08″ N, 78° 52′ 36″ O                                                                                       | Erie | 80002606                                  | Atualmente conhecido como Museu Histórico de Buffalo. |
| 12    | Hospital Estadual de Buffalo                                                            |        | 24 de junho de 1986 (38 anos)             | 400 Forest Ave., Buffalo 42° 55′ 46″ N, 78° 52′ 56″ O                                                                                         | Erie | 86003557 (73001186)                       | Também conhecido como Asilo Estadual de Buffalo para a Insane, o qual é reconhecido no NRHP como um NHL, ainda que a lista oficial deste último o denomine de Hospital Estadual de Buffalo. |
| 13    | John Burroughs' Riverby Study                                                           |        | 24 de novembro de 1968 (56 anos)          | Entre NY 9W e o Rio Hudson, West Park 41° 48′ 00″ N, 73° 57′ 32″ O                                                                            | Ulster | 68000035                                  | |
| 14    | Camp Pine Knot                                                                          |        | 18 de agosto de 2004 (20 anos)            | Long Point, Raquette Lake 43° 49′ 17″ N, 74° 37′ 34″ O                                                                                        | Hamilton | 86002934                                  | Faz parte do Great Camps of the Adirondacks TR. |
| 15    | Camp Uncas                                                                              |        | 6 de outubro de 2008 (16 anos)            | Raquette Lake nas proximidades de Long Lake 43° 44′ 38″ N, 74° 38′ 53″ O                                                                      | Hamilton | 86002937                                  | Faz parte do Great Camps of the Adirondacks TR. |
| 16    | Canfield Casino and Congress Park                                                       |        | 27 de fevereiro de 1987 (38 anos)         | Aproximadamente delimitado pela Spring e Circular Sts., Park Pl., e Broadway, Saratoga Springs 43° 04′ 45″ N, 73° 46′ 56″ O                   | Saratoga | 87000904                                  | |
| 17    | Distrito Histórico de Chautauqua                                                        |        | 29 de junho de 1989 (35 anos)             | Delimitado pelo Lago Chautauqua, North e Lowell Aves., e NY 17-J, Chautauqua 42° 12′ 35″ N, 79° 28′ 01″ O                                     | Chautauqua | 73001168                                  | Registrado no NRHP como Distrito Histórico da Fundação Chautauqua. |
| 18    | CHRISTEEN (chalupa)                                                                     |        | 4 de dezembro de 1992 (32 anos)           | WaterFront Center, Oyster Bay 40° 52′ 40″ N, 73° 32′ 23″ O                                                                                    | Nassau | 91002060                                  | Registrado no NRHP como CHRISTEEN (chalupa de ostras). |
| 19    | Frederick E. Church House (Olana)                                                       |        | 22 de junho de 1965 (59 anos)             | Church Hill, final leste da Rip Van Winkle Bridge 42° 13′ 04″ N, 73° 49′ 46″ O                                                                | Columbia | 66000509                                  | Registrado no NRHP apenas como Olana. |
| 20    | Clermont                                                                                |        | 28 de novembro de 1972 (52 anos)          | Parque Estadual de Clermont, Germantown 42° 05′ 09″ N, 73° 55′ 10″ O                                                                          | Columbia | 71000535                                  | |
| 21    | Distrito Histórico Cobblestone                                                          |        | 19 de abril de 1993 (31 anos)             | Ridge Rd. (NY 104), Gaines, Childs 43° 17′ 13″ N, 78° 11′ 27″ O                                                                               | Orleans | 93001603                                  | |
| 22    | Thomas Cole House                                                                       |        | 23 de junho de 1965 (59 anos)             | 218 Spring St., Catskill 42° 13′ 33″ N, 78° 51′ 43″ O                                                                                         | Greene | 66000522                                  | |
| 23    | Distrito Histórico de Niagara Colonial                                                  |        | 9 de outubro de 1960 (64 anos)            | Norte de Youngstown na NY 18 43° 15′ 42″ N, 79° 03′ 49″ O                                                                                     | Niagara | 66000556                                  | Registrado no NRHP como Antigo Forte Niagara—Distrito Histórico de Niagara Colonial. |
| 24    | Roscoe Conkling House                                                                   |        | 15 de maio de 1975 (49 anos)              | 3 Rutger St., Utica 43° 05′ 46″ N, 75° 13′ 47″ O                                                                                              | Oneida | 75001214                                  | |
| 25    | Aaron Copland House                                                                     |        | 6 de outubro de 2008 (16 anos)            | 1538 Washington St., Cortlandt Manor 41° 14′ 24″ N, 73° 54′ 09″ O                                                                             | Westchester | 03000245                                  | |
| 26    | Aqueduto Croton (Antigo)                                                                |        | 27 de abril de 1992 (32 anos)             | Percorre do norte de Yonkers até a Repressa New Croton                                                                                        | Westchester e Nova Iorque | 74001324                                  | Listado oficialmente no condado de Westchester. |
| 27    | De Wint House                                                                           |        | 23 de maio de 1966 (58 anos)              | Livingston Ave. e Oak Tree Rd., Tappan 41° 14′ 24″ N, 73° 54′ 09″ O                                                                           | Rockland | 66000568                                  | |
| 28    | Delaware and Hudson Canal                                                               |        | 24 de novembro de 1968 (56 anos)          | Kingston, NY, Rosendale, NY, Ellenville, NY, Port Jervis, NY, Lackawaxen, PA e Honesdale, PA 41° 36′ 26″ N, 74° 26′ 53″ O                     | Orange, NY, Sullivan, NY, Ulster, NY, Pike, PA e Wayne, PA                                                                   | 68000051                                  | Listado oficialmente no condado de Orange, NY. |
| 29    | John William Draper House                                                               |        | 15 de maio de 1975 (49 anos)              | 407 Broadway, Hastings-on-Hudson 40° 59′ 29″ N, 73° 52′ 47″ O                                                                                 | Westchester | 75001237                                  | |
| 30    | Igreja Protestante Holandesa (Sleepy Hollow)                                            |        | 5 de novembro de 1961 (63 anos)           | Borda norte de Tarrytown na U.S. 9, Sleepy Hollow 41° 05′ 25″ N, 73° 51′ 42″ O                                                                | Westchester | 66000581                                  | |
| 31    | Igreja Protestante Holandesa, Newburgh                                                  |        | 7 de agosto de 2001 (23 anos)             | 132 Grand St., Newburgh 41° 30′ 16″ N, 74° 00′ 32″ O                                                                                          | Orange | 70000425                                  | |
| 32    | Camp Eagle Island                                                                       |        | 18 de agosto de 2004 (20 anos)            | Eagle Island, Upper Saranac Lake, nas proximidades de Saranac Inn 44° 16′ 28″ N, 74° 19′ 57″ O                                                | Franklin | 86002941                                  | |
| 33    | Gardner Earl Memorial Chapel and Crematorium                                            |        | 2 de março de 2012 (13 anos)              | 50 101st St., Troy 42° 45′ 20″ N, 73° 40′ 17″ O                                                                                               | Rensselaer | 04000091                                  | |
| 34    | George Eastman House                                                                    |        | 13 de novembro de 1966 (58 anos)          | 900 East Ave., Rochester 43° 09′ 08″ N, 77° 34′ 49″ O                                                                                         | Monroe | 66000529                                  | |
| 35    | EDWARD M. COTTER (fireboat)                                                             |        | 28 de junho de 1996 (28 anos)             | Junção da Michigan e Ohio Sts. no Rio Buffalo, Buffalo                                                                                        | Erie | 96000968                                  | |
| 36    | Elephant Hotel                                                                          |        | 5 de abril de 2005 (19 anos)              | 335 Route 202, Somers 41° 19′ 41″ N, 73° 41′ 08″ O                                                                                            | Westchester | 05000462                                  | |
| 37    | Canal de Erie                                                                           |        | 9 de outubro de 1960 (64 anos)            | 6 milhas a oeste de Amsterdam na NY 5S, nas proximidades de Fort Hunter 42° 56′ 22″ N, 74° 17′ 11″ O                                          | Montgomery | 66000530                                  | Conhecido como Schoharie Crossing State Historic Site. |
| 38    | Millard Fillmore House                                                                  |        | 30 de maio de 1974 (50 anos)              | 24 Shearer Ave., East Aurora 42° 46′ 06″ N, 78° 37′ 21″ O                                                                                     | Erie | 74001235                                  | |
| 39    | Primeira Igreja Presbiteriana (Old Whalers)                                             |        | 19 de abril de 1994 (30 anos)             | 44 Union St., Sag Harbor 40° 59′ 50″ N, 72° 17′ 39″ O                                                                                         | Suffolk | 94001194                                  | Também conhecida como Old Whaler's Church. |
| 40    | Primeira Igreja Protestante Reformada Holandesa de Kingston                             |        | 6 de outubro de 2008 (16 anos)            | 272 Wall Street, Kingston 41° 55′ 58″ N, 74° 01′ 08″ O                                                                                        | Ulster | 08001089                                  | |
| 41    | General William Floyd House                                                             |        | 17 de junho de 1971 (53 anos)             | Lado oeste da Main St., Westernville 43° 18′ 22″ N, 75° 23′ 02″ O                                                                             | Oneida | 71000549                                  | |
| 42    | Sítio Arqueológico Fort Corchaug                                                        |        | 20 de janeiro de 1999 (26 anos)           | Endereço restrito nas proximidades de Cutchogue 41° 00′ 10″ N, 72° 29′ 55″ O                                                                  | Suffolk | 74001308                                  | |
| 43    | Fort Crailo                                                                             |        | 5 de novembro de 1961 (63 anos)           | Sul da Columbia St. na Riverside Ave., Rensselaer 42° 38′ 08″ N, 73° 44′ 59″ O                                                                | Rensselaer | 66000563                                  | Conhecido como Local Histórico Estadual Crailo. |
| 44    | Fort Crown Point                                                                        |        | 24 de novembro de 1968 (56 anos)          | Crown Point Reservation, sudoeste da Ponte Lake Champlain e NY 8, Crown Point 44° 01′ 45″ N, 73° 25′ 52″ O                                    | Essex | 68000033                                  | Conhecido como Local Histórico Estadual Crown Point. |
| 45    | Fort Johnson                                                                            |        | 28 de novembro de 1972 (52 anos)          | Junção da NY 5 com 67, Fort Johnson 42° 57′ 26″ N, 74° 14′ 30″ O                                                                              | Montgomery | 72000858                                  | |
| 46    | Fort Klock                                                                              |        | 28 de novembro de 1972 (52 anos)          | 2 milhas a leste de St. Johnsville na NY 5 42° 59′ 06″ N, 74° 39′ 01″ O                                                                       | Montgomery | 72000859                                  | |
| 47    | Sítio Arqueológico Fort Massapeag                                                       |        | 19 de abril de 1993 (31 anos)             | Endereço restrito, Oyster Bay 40° 52′ 00″ N, 73° 32′ 00″ O                                                                                    | Nassau | 93000610                                  | |
| 48    | Fort Montgomery                                                                         |        | 28 de novembro de 1972 (52 anos)          | Endereço restrito nas proximidades de Fort Montgomery 41° 19′ 26″ N, 73° 59′ 13″ O                                                            | Orange | 72000897                                  | |
| 49    | Sítio Arqueológico Fort Orange                                                          |        | 4 de novembro de 1993 (31 anos)           | Junção da I-787 e US 9 e 20, Albany 42° 38′ 42″ N, 73° 45′ 01″ O                                                                              | Albany | 93001620                                  | |
| 50    | Fort St. Frederic                                                                       |        | 9 de outubro de 1960 (64 anos)            | Junção da NY 8 com 9N, Crown Point 44° 01′ 45″ N, 73° 25′ 52″ O                                                                               | Essex | 66000517                                  | |
| 51    | Fort Stanwix                                                                            |        | 23 de novembro de 1962 (62 anos)          | Delimitado pela Dominick, Spring, Liberty e James Sts., Roma 43° 12′ 38″ N, 75° 27′ 19″ O                                                     | Oneida | 66000057                                  | |
| 52    | Fort Ticonderoga                                                                        |        | 9 de outubro de 1960 (64 anos)            | 2,5 milhas ao sul de Ticonderoga na NY 22 43° 50′ 30″ N, 73° 23′ 15″ O                                                                        | Essex | 66000519                                  | Conhecido anteriormente como Fort Carillon. |
| 53    | Laboratório de Pesquisa da General Electric                                             |        | 15 de maio de 1975 (49 anos)              | Planta principal da General Electric em Schenectady 42° 48′ 39″ N, 73° 57′ 06″ O                                                              | Schenectady | 75001227                                  | |
| 54    | Distrito Histórico de Geneseo                                                           |        | 17 de julho de 1991 (33 anos)             | Centro histórico e área mais elegante, bem como os dois Wadsworth Estates, The Homeste e Hartford House, Geneseo 42° 47′ 46″ N, 77° 49′ 00″ O | Livingston | 08000659                                  | Também conhecido como Main Street Historic District. |
| 55    | Jay Gould Estate                                                                        |        | 13 de novembro de 1966 (58 anos)          | 635 S. Broadway, Tarrytown 41° 03′ 21″ N, 73° 51′ 55″ O                                                                                       | Westchester | 66000582                                  | Registrado no NRHP como Lyndhurst. |
| 56    | Edifício W. & L. E. Gurley                                                              |        | 4 de maio de 1983 (41 anos)               | 514 Fulton St., Troy 42° 43′ 56″ N, 73° 41′ 18″ O                                                                                             | Rensselaer | 70000432                                  | |
| 57    | James Hall Office                                                                       |        | 8 de dezembro de 1976 (48 anos)           | Lincoln Park, Albany 42° 38′ 45″ N, 73° 46′ 07″ O                                                                                             | Albany | 76001204                                  | |
| 58    | Harmony Mills                                                                           |        | 20 de janeiro de 1999 (26 anos)           | Entre o Rio Mohawk e as trilhas RR, Cohoes 42° 46′ 52″ N, 73° 42′ 15″ O                                                                       | Albany | 78003151                                  | Registrado no NRHP como Distrito Histórico Harmony Mills. |
| 59    | E.H. Harriman Estate                                                                    |        | 13 de novembro de 1966 (58 anos)          | NY 17, Harriman 41° 17′ 48″ N, 74° 07′ 09″ O                                                                                                  | Orange | 66000561                                  | Registrado no NRHP como Arden. |
| 60    | John A. Hartford House                                                                  |        | 22 de dezembro de 1977 (47 anos)          | Sudoeste de Valhalla na NY 100 41° 04′ 08″ N, 73° 47′ 25″ O                                                                                   | Westchester | 77000987                                  | Também conhecido como Hartford Hall. |
| 61    | Jean Hasbrouck House                                                                    |        | 24 de dezembro de 1967 (57 anos)          | Huguenot e N. Front Sts., New Paltz 41° 45′ 03″ N, 74° 05′ 19″ O                                                                              | Ulster | 67000016                                  | Localizada no Distrito Histórico de Huguenot Street, também um NHL do estado de Nova Iorque.                                                                                                |
| 62    | Lemuel Haynes House                                                                     |        | 15 de maio de 1975 (49 anos)              | Rte. 149, Granville 43° 22′ 16″ N, 73° 17′ 00″ O                                                                                              | Washington | 75001235                                  | |
| 63    | Historic Track                                                                          |        | 23 de maio de 1966 (58 anos)              | Main St., Goshen 41° 24′ 08″ N, 74° 19′ 10″ O                                                                                                 | Orange | 66000560                                  | |
| 64    | Holland Land Office                                                                     |        | 9 de outubro de 1960 (64 anos)            | W. Main St., Batavia 42° 59′ 56″ N, 78° 11′ 26″ O                                                                                             | Genesee | 66000521                                  | |
| 65    | Franklin B. Hough House                                                                 |        | 23 de maio de 1963 (61 anos)              | Collins St., Lowville 43° 47′ 22″ N, 75° 29′ 50″ O                                                                                            | Lewis | 66000526                                  | |
| 66    | Distrito Histórico do Rio Hudson                                                        |        | 14 de dezembro de 1990 (34 anos)          | Lado leste do Rio Hudson entre Germantown e Staatsburg                                                                                        | Dutchess e Columbia | 90002219                                  | Registrado no NRHP como Distrito Histórico e Patrimonial do Rio Hudson. Listado oficialmente no condado de Dutchess.                                                                        |
| 67    | Hospital Estadual do Rio Hudson, Edifício Principal                                     |        | 30 de junho de 1989 (35 anos)             | US 9, Poughkeepsie 41° 43′ 59″ N, 73° 55′ 41″ O                                                                                               | Dutchess | 89001166                                  | |
| 68    | Distrito Histórico de Huguenot Street                                                   |        | 9 de outubro de 1960 (64 anos)            | Huguenot St., New Paltz 41° 45′ 00″ N, 74° 05′ 21″ O                                                                                          | Ulster | 66000578                                  | |
| 69    | Distrito Histórico de Hurley                                                            |        | 5 de novembro de 1961 (63 anos)           | Hurley St., Hurley Mountain Rd., e Schoonmaker Lane, Hurley 41° 55′ 32″ N, 74° 03′ 49″ O                                                      | Ulster | 66000577                                  | |
| 70    | Hyde Hall                                                                               |        | 24 de junho de 1986 (38 anos)             | Sul de Springfield Center no Parque Estadual Glimmerglass 42° 47′ 32″ N, 74° 52′ 08″ O                                                        | Otsego | 71000555                                  | |
| 71    | John Jay Homestead                                                                      |        | 29 de maio de 1981 (43 anos)              | Jay St., Katonah 41° 15′ 01″ N, 73° 39′ 31″ O                                                                                                 | Westchester | 72000918                                  | Conhecido como John Jay Homestead State Historic Site. |
| 72    | Johnson Hall                                                                            |        | 9 de outubro de 1960 (64 anos)            | Hall St., Johnstown 43° 00′ 54″ N, 74° 22′ 58″ O                                                                                              | Fulton | 66000520                                  | Conhecido como Johnson Hall State Historic Site. |
| 73    | Kleinhans Music Hall                                                                    |        | 30 de junho de 1989 (35 anos)             | Symphony Circle, Buffalo 42° 54′ 07″ N, 78° 53′ 01″ O                                                                                         | Erie | 89001235                                  | |
| 74    | Knox Headquarters                                                                       |        | 28 de novembro de 1972 (52 anos)          | Quassaick Ave. e Forge Hill Rd., Vails Gate 41° 27′ 18″ N, 74° 03′ 00″ O                                                                      | Orange | 72000901                                  | Conhecido como Knox's Headquarters State Historic Site. |
| 75    | Lake Mohonk Mountain House                                                              |        | 24 de junho de 1986 (38 anos)             | Noroeste de New Paltz, entre Wallkill Valley a leste e Roundout Valley a oeste 41° 46′ 07″ N, 74° 09′ 20″ O                                   | Ulster | 73001280                                  | Registrado no NRHP como Complexo de Lake Mohonk Mountain House. |
| 76    | Lamoka                                                                                  |        | 20 de janeiro de 1961 (64 anos)           | Endereço restrito nas proximidades de Tyrone                                                                                                  | Schuyler | 66000571                                  | |
| 77    | LAND TORTOISE (navio naufragado)                                                        |        | 5 de agosto de 1998 (26 anos)             | Endereço restrito nas proximidades de Lake George 43° 25′ 16″ N, 73° 42′ 30″ O                                                                | Warren | 95000819                                  | Registrado no NRHP como Local do navio naufragado LAND TORTOISE (radeau). |
| 78    | Irving Langmuir House                                                                   |        | 7 de janeiro de 1976 (49 anos)            | 1176 Stratford Rd., Schenectady 42° 48′ 58″ N, 73° 55′ 09″ O                                                                                  | Schenectady | 76001275                                  | |
| 79    | Lindenwald                                                                              |        | 4 de julho de 1961 (63 anos)              | Leste de Kinderhook na NY 9H 42° 22′ 11″ N, 73° 42′ 15″ O                                                                                     | Columbia | 66000510                                  | Registrado no NRHP como Local Histórico Nacional Martin Van Buren Home. Faz parte do Hudson Highlands MRA.                                                                                  |
| 80    | Manitoga (Russel Wright Home and Studio)                                                |        | 17 de fevereiro de 2006 (19 anos)         | Junção da NY 9D e Manitou Rd., Garrison 41° 20′ 55″ N, 73° 57′ 04″ O                                                                          | Putnam | 96001269                                  | |
| 81    | Darwin D. Martin House                                                                  |        | 24 de fevereiro de 1986 (39 anos)         | 125 Jewett Pkwy., Buffalo 42° 56′ 10″ N, 78° 50′ 53″ O                                                                                        | Erie | 86000160                                  | |
| 82    | Edna St. Vincent Millay House & Gardens (Steepletop)                                    |        | 11 de novembro de 1971 (53 anos)          | Nordeste de Austerlitz na E. Hill Rd. 42° 19′ 17″ N, 73° 26′ 39″ O                                                                            | Columbia | 71000534                                  | |
| 83    | Lewis Miller Cottage, Instituição Chautauqua                                            |        | 21 de dezembro de 1965 (59 anos)          | NY 17J, Chautauqua 42° 12′ 30″ N, 79° 27′ 56″ O                                                                                               | Chautauqua | 66000506                                  | |
| 84    | MODESTY (Corveta)                                                                       |        | 7 de agosto de 2001 (23 anos)             | 84 West Ave, Museu Marítimo Long Island, West Sayville 40° 43′ 22″ N, 73° 05′ 45″ O                                                           | Suffolk | 01001051                                  | |
| 85    | Distrito Histórico Mohawk Upper Castle                                                  |        | 4 de novembro de 1993 (31 anos)           | Endereço restrito nas proximidades de Danube                                                                                                  | Herkimer | 93001621                                  | |
| 86    | Montauk Point Lighthouse                                                                |        | 2 de março de 2012 (13 anos)              | Montauk Point nas proximidades de East Hampton 41° 04′ 15″ N, 71° 51′ 25″ O                                                                   | Suffolk | 69000142                                  | |
| 87    | Montgomery Place                                                                        |        | 8 de abril de 1992 (32 anos)              | Endereço restrito nas proximidades de Tivoli 42° 00′ 52″ N, 73° 55′ 08″ O                                                                     | Dutchess | 75001184                                  | |
| 88    | Thomas Moran House                                                                      |        | 21 de dezembro de 1965 (59 anos)          | Main St., East Hampton 40° 57′ 13″ N, 72° 11′ 40″ O                                                                                           | Suffolk | 66000574                                  | |
| 89    | Morrill Hall, Universidade Cornell                                                      |        | 21 de dezembro de 1965 (59 anos)          | Campus da Universidade Cornell, Ithaca 42° 26′ 55″ N, 76° 29′ 07″ O                                                                           | Tompkins | 66000576                                  | |
| 90    | Samuel F. B. Morse House                                                                |        | 29 de janeiro de 1964 (61 anos)           | 370 South St., Poughkeepsie 41° 40′ 23″ N, 73° 55′ 54″ O                                                                                      | Dutchess | 66000515                                  | Registrado no NRHP como Locust Grove. |
| 91    | William Sidney Mount House                                                              |        | 21 de dezembro de 1965 (59 anos)          | Gould Rd. e NY 25, Stony Brook 40° 54′ 27″ N, 73° 08′ 18″ O                                                                                   | Suffolk | 66000575                                  | |
| 92    | Sociedade Shaker Mount Lebanon                                                          |        | 23 de junho de 1965 (59 anos)             | U.S. 20, New Lebanon 42° 27′ 09″ N, 73° 22′ 50″ O                                                                                             | Columbia | 66000511                                  | |
| 93    | Kate Mullany House                                                                      |        | 1 de abril de 1998 (26 anos)              | 350 8th St., Troy 42° 44′ 24″ N, 73° 40′ 54″ O                                                                                                | Rensselaer | 98000453                                  | |
| 94    | NASH (Rebocador)                                                                        |        | 4 de dezembro de 1991 (33 anos)           | 1776 Niagara St., Buffalo 42° 44′ 24″ N, 73° 40′ 54″ O                                                                                        | Erie | 91002059                                  | |
| 95    | Capitólio do Estado de Nova Iorque                                                      |        | 29 de janeiro de 1979 (46 anos)           | Capitol Park, Albany 42° 39′ 09″ N, 73° 45′ 26″ O                                                                                             | Albany | 91002059                                  | |
| 96    | New York State Inebriate Asylum                                                         |        | 9 de dezembro de 1997 (27 anos)           | 425 Robinson St., Binghamton 42° 06′ 23″ N, 75° 51′ 57″ O                                                                                     | Broome | 96000814                                  | |
| 97    | Campo de Batalha de Newtown                                                             |        | 28 de novembro de 1972 (52 anos)          | 6 milhas a sudeste de Elmira na NY 17 42° 02′ 43″ N, 76° 44′ 00″ O                                                                            | Chemung | 72000826                                  | Conhecido como Parque Estadual do Campo de Batalha de Newtown. |
| 98    | Reserva Niagara                                                                         |        | 23 de maio de 1963 (61 anos)              | Reserva Niagara, Niagara Falls 43° 04′ 48″ N, 79° 04′ 12″ O                                                                                   | Niagara | 66000555                                  | |
| 99    | Nott Memorial Hall                                                                      |        | 24 de junho de 1986 (38 anos)             | Campus da Union College, Schenectady 42° 49′ 02″ N, 73° 55′ 49″ O                                                                             | Schenectady | 72000912                                  | |
| 100   | Antiga Ponte de Blenheim                                                                |        | 29 de janeiro de 1964 (61 anos)           | NY 30 sobre Schoharie Creek, North Blenheim 42° 28′ 21″ N, 74° 26′ 28″ O                                                                      | Schoharie | 66000570                                  | |
| 101   | The Old House (Cutchogue)                                                               |        | 5 de novembro de 1961 (63 anos)           | NY 25, Cutchogue 41° 00′ 29″ N, 72° 29′ 10″ O                                                                                                 | Suffolk | 66000573                                  | |
| 102   | Edifício Principal, Vassar College                                                      |        | 24 de junho de 1986 (38 anos)             | Campus da Vassar College, Poughkeepsie 41° 41′ 12″ N, 73° 53′ 45″ O                                                                           | Dutchess | 73001183                                  | |
| 103   | Oneida Community Mansion House                                                          |        | 23 de junho de 1965 (59 anos)             | Sherrill Rd., Oneida 43° 03′ 37″ N, 75° 36′ 19″ O                                                                                             | Madison | 66000527                                  | |
| 104   | Campo de Batalha de Oriskany                                                            |        | 23 de novembro de 1962 (62 anos)          | 5 milhas a leste de Roma na NY 69, Oriskany 43° 10′ 38″ N, 75° 22′ 10″ O                                                                      | Oneida | 66000558                                  | Conhecido como Local Histórico Estadual do Campo de Batalha de Oriskany. |
| 105   | Owl's Nest (Edward Eggleston Estate)                                                    |        | 11 de novembro de 1971 (53 anos)          | NY 9L, Lake George 43° 26′ 41″ N, 73° 39′ 18″ O                                                                                               | Warren | 71000565                                  | |
| 106   | Thomas Paine Cottage                                                                    |        | 28 de novembro de 1972 (52 anos)          | 20 Sicard Ave., New Rochelle 40° 56′ 04″ N, 73° 47′ 28″ O                                                                                     | Westchester | 72000920                                  | |
| 107   | Parque Interestadual Palisades                                                          |        | 12 de janeiro de 1965 (60 anos)           | Margem oeste do Rio Hudson em Fort Lee, NJ e Palisades, NY 40° 57′ 11″ N, 73° 55′ 51″ O                                                       | Bergen, NY, Rockland, NY e Orange, NY                                                                                        | 66000890                                  | Compartilhado com o estado de Nova Jérsei, o qual possui o registro ofical do parque no NRHP.                                                                                               |
| 108   | Petrified Sea Gardens                                                                   |        | 20 de janeiro de 1999 (26 anos)           | 42 Petrified Gardens Road, Saratoga Springs 43° 04′ 59″ N, 73° 50′ 40″ O                                                                      | Saratoga | 99000631                                  | |
| 109   | Philipsburg Manor                                                                       |        | 5 de novembro de 1961 (63 anos)           | 381 Bellwood Ave., Sleepy Hollow 41° 05′ 26″ N, 73° 51′ 55″ O                                                                                 | Westchester | 66000584                                  | |
| 110   | Philipse Manor Hall                                                                     |        | 5 de novembro de 1961 (63 anos)           | Warburton Ave. e Dock St., Yonkers 41° 56′ 08″ N, 73° 53′ 59″ O                                                                               | Westchester | 66000585                                  | Conhecido como Local Histórico Estadual Philipse Manor Hall. |
| 111   | Plattsburgh Bay                                                                         |        | 19 de dezembro de 1960 (64 anos)          | Cumberland Bay, leste de Plattsburgh 44° 41′ 33″ N, 73° 22′ 34″ O                                                                             | Clinton | 66000507                                  | |
| 112   | Playland Amusement Park                                                                 |        | 27 de fevereiro de 1987 (38 anos)         | Playland Pkwy. e Forest Ave., Rye 40° 57′ 57″ N, 73° 40′ 26″ O                                                                                | Westchester | 80004529                                  | |
| 113   | Jackson Pollock House and Studio                                                        |        | 19 de abril de 1994 (30 anos)             | 830 Fireplace Rd., East Hampton 41° 01′ 25″ N, 72° 09′ 19″ O                                                                                  | Suffolk | 94001193                                  | |
| 114   | PRISCILLA (Long Island Sound Oyster Sloop)                                              |        | 17 de fevereiro de 2006 (19 anos)         | Waterfront, Museu Marítimo de Long Island, 84 West Ave., West Sayville 40° 43′ 22″ N, 73° 05′ 43″ O                                           | Suffolk | 06000238                                  | |
| 115   | Prudential (Guaranty) Building                                                          |        | 15 de maio de 1975 (49 anos)              | Church e Pearl Sts., Buffalo 42° 52′ 58″ N, 78° 52′ 36″ O                                                                                     | Erie | 73001187                                  | |
| 116   | John D. Rockefeller Estate (Kykuit)                                                     |        | 11 de maio de 1976 (48 anos)              | Pocantico Hills, Mount Pleasant 41° 05′ 23″ N, 73° 50′ 40″ O                                                                                  | Westchester | 76001290                                  | |
| 117   | Elihu Root House                                                                        |        | 28 de novembro de 1972 (52 anos)          | 101 College Hill Rd., Clinton 43° 02′ 59″ N, 75° 24′ 18″ O                                                                                    | Oneida | 72000893                                  | |
| 118   | Rose Hill                                                                               |        | 24 de junho de 1986 (38 anos)             | Oeste de Fayette na NY 96A 42° 51′ 38″ N, 76° 56′ 09″ O                                                                                       | Seneca | 73001269                                  | |
| 119   | Roycroft Campus                                                                         |        | 24 de fevereiro de 1986 (39 anos)         | Main e W. Grove Sts., East Aurora 42° 46′ 04″ N, 78° 37′ 04″ O                                                                                | Erie | 74001236                                  | |
| 120   | Rudolph Oyster House                                                                    |        | 7 de agosto de 2001 (23 anos)             | 84 West Ave, Museu Marítimo de Long Island, West Sayville 40° 43′ 22″ N, 73° 05′ 43″ O                                                        | Suffolk | 01001052                                  | |
| 121   | Sagamore Lodge                                                                          |        | 16 de maio de 2000 (24 anos) (incremento) | Sagamore Rd., Raquette Lake 43° 45′ 56″ N, 74° 37′ 38″ O                                                                                      | Hamilton | 76001221 (original) 86002940 (incremento) | Parte do Great Camps of the Adirondacks, Montanhas Adirondack. |
| 122   | Santanoni Preserve                                                                      |        | 16 de maio de 2000 (24 anos)              | Norte da NY 28N, nas proximidades de Newcomb 44° 00′ 41″ N, 74° 07′ 04″ O                                                                     | Essex | 76001221                                  | Registrado no NRHP como Camp Santanoni. |
| 123   | Catedral de São Paulo (Buffalo)                                                         |        | 23 de dezembro de 1987 (37 anos)          | 139 Pearl St., Buffalo 42° 52′ 58″ N, 78° 52′ 35″ O                                                                                           | Erie | 87002600                                  | |
| 124   | Igreja Episcopal de São Pedro (Albany)                                                  |        | 16 de janeiro de 1980 (45 anos)           | 107 State St., Albany 42° 39′ 03″ N, 73° 45′ 14″ O                                                                                            | Albany | 72000817                                  | |
| 125   | Parque Estadual de Saratoga Spa                                                         |        | 27 de fevereiro de 1987 (38 anos)         | US 9 & NY 50, Saratoga Springs 43° 03′ 04″ N, 73° 48′ 14″ O                                                                                   | Saratoga | 85002357                                  | |
| 126   | Philip Schuyler Mansion                                                                 |        | 24 de dezembro de 1967 (57 anos)          | Clinton e Schuyler Sts., Albany 42° 38′ 23″ N, 73° 45′ 38″ O                                                                                  | Albany | 67000008                                  | |
| 127   | Distrito Arqueológico de Schuyler Flatts                                                |        | 4 de novembro de 1993 (31 anos)           | Endereço restrito nas proximidades de Schuyler Flatts                                                                                         | Albany | 74001217                                  | |
| 128   | William H. Seward House                                                                 |        | 29 de janeiro de 1964 (61 anos)           | 33 South St., Auburn 42° 55′ 33″ N, 76° 33′ 59″ O                                                                                             | Cayuga | 66000504                                  | |
| 129   | Slabsides (John Burroughs Cabin)                                                        |        | 24 de novembro de 1968 (56 anos)          | Oeste de West Park 41° 47′ 40″ N, 73° 58′ 23″ O                                                                                               | Ulster‎ | 68000034                                  | |
| 130   | SLATER (USS)                                                                            |        | 2 de março de 2012 (13 anos)              | Porto de Albany 42° 37′ 40″ N, 73° 45′ 19″ O                                                                                                  | Albany | 98000393                                  | |
| 131   | Gerrit Smith Estate                                                                     |        | 3 de janeiro de 2001 (24 anos)            | Junção da Main e Nelson Sts., Peterboro 42° 58′ 03″ N, 75° 41′ 13″ O                                                                          | Madison | 97001386                                  | |
| 132   | John Philip Sousa House                                                                 |        | 23 de maio de 1966 (58 anos)              | 14 Hicks Lane, Sands Point, Port Washington 40° 50′ 38″ N, 73° 43′ 49″ O                                                                      | Nassau | 66000532                                  | |
| 133   | Springside                                                                              |        | 11 de agosto de 1969 (55 anos)            | Academy e Livingston Sts., Poughkeepsie 41° 41′ 21″ N, 73° 55′ 43″ O                                                                          | Dutchess‎ | 69000141                                  | Registrado no NRHP como Matthew Vassar Estate. |
| 134   | Elizabeth Cady Stanton House (Seneca Falls)                                             |        | 23 de junho de 1965 (59 anos)             | 32 Washington St., Seneca Falls 42° 54′ 45″ N, 76° 47′ 18″ O                                                                                  | Seneca | 66000572                                  | |
| 135   | Stepping Stones (Bill e Lois Wilson House)                                              |        | 16 de outubro de 2012 (12 anos)           | 62 Oak Rd. nas proximidades de Katonah 41° 14′ 48″ N, 73° 42′ 03″ O                                                                           | Westchester | 04000705                                  | |
| 136   | Campo de Batalha de Stony Point                                                         |        | 20 de janeiro de 1961 (64 anos)           | Norte de Stony Point na U.S. 2 e 202 41° 14′ 29″ N, 73° 58′ 25″ O                                                                             | Rockland | 66000567                                  | |
| 137   | Sunnyside (Washington Irving's Home)                                                    |        | 29 de dezembro de 1962 (62 anos)          | Sunnyside Lane, nas proximidades de Tarrytown 41° 02′ 51″ N, 73° 52′ 12″ O                                                                    | Westchester | 66000583                                  | |
| 138   | THE SULLIVANS, USS (Contratorpedeiro)                                                   |        | 14 de janeiro de 1986 (39 anos)           | 1 Naval Cove Pk., Buffalo 42° 52′ 40″ N, 78° 52′ 50″ O                                                                                        | Erie | 86000085                                  | |
| 139   | Top Cottage                                                                             |        | 9 de dezembro de 1997 (27 anos)           | 24 Potters Bend Rd., Hyde Park 41° 45′ 54″ N, 73° 53′ 19″ O                                                                                   | Dutchess | 97001679                                  | |
| 140   | Troy Savings Bank                                                                       |        | 11 de abril de 1989 (35 anos)             | 32 Second St., Troy 42° 43′ 49″ N, 73° 41′ 29″ O                                                                                              | Rensselaer | 89001066                                  | Registrado no NRHP como Troy Savings Bank and Music Hall. |
| 141   | Harriet Tubman Home for the Aged, Harriet Tubman Residence, Thompson A.M.E. Zion Church |        | 30 de maio de 1974 (50 anos)              | 180–182 South St., Auburn 42° 54′ 40″ N, 76° 34′ 04″ O                                                                                        | Cayuga | 74001222                                  | Registrado no NRHP apenas como Harriet Tubman Home for the Aged. Faz parte do Harriet Tubman in Auburn, New York MPS.                                                                       |
| 142   | Academia Militar dos Estados Unidos                                                     |        | 19 de dezembro de 1960 (64 anos)          | NY 218, West Point, Highlands 41° 23′ 34″ N, 73° 57′ 30″ O                                                                                    | Orange | 66000562                                  | |
| 143   | Hospital Estadual de Utica, Edifício Principal                                          |        | 30 de julho de 1989 (35 anos)             | 1213 Court St., Utica 43° 06′ 18″ N, 75° 15′ 12″ O                                                                                            | Oneida | 71000548                                  | |
| 144   | Baía Valcour                                                                            |        | 1 de janeiro de 1961 (64 anos)            | 7 milhas ao sul de Plattsburgh na costa oeste do Lago Champlain 44° 37′ 04″ N, 73° 25′ 57″ O                                                  | Clinton | 66000508                                  | |
| 145   | Van Alen House                                                                          |        | 24 de dezembro de 1967 (57 anos)          | Leste de Kinderhook na NY 9H fora da U.S. 9 42° 22′ 02″ N, 73° 41′ 29″ O                                                                      | Columbia | 67000011                                  | |
| 146   | Van Cortlandt Manor                                                                     |        | 5 de novembro de 1961 (63 anos)           | U.S. 9, ao norte da junção com a U.S. 9A, Croton-on-Hudson 41° 11′ 46″ N, 73° 52′ 37″ O                                                       | Westchester | 66000579                                  | |
| 147   | Observatório da Faculdade Vassar                                                        |        | 17 de julho de 1991 (33 anos)             | Raymond Ave., Poughkeepsie 41° 41′ 09″ N, 73° 53′ 38″ O                                                                                       | Dutchess | 91002051                                  | |
| 148   | Villa Lewaro                                                                            |        | 11 de maio de 1976 (48 anos)              | N. Broadway, Irvington 41° 02′ 35″ N, 73° 51′ 50″ O                                                                                           | Westchester | 76001289                                  | |
| 149   | Washington's Headquarters                                                               |        | 20 de janeiro de 1961 (64 anos)           | Liberty e Washington Sts., Newburgh 41° 29′ 52″ N, 74° 00′ 36″ O                                                                              | Orange | 66000887                                  | |
| 150   | Watervliet Arsenal                                                                      |        | 13 de novembro de 1966 (58 anos)          | S. Broadway, Watervliet 42° 43′ 06″ N, 73° 42′ 31″ O                                                                                          | Albany | 66000503                                  | |
| 151   | Elkanah Watson House                                                                    |        | 19 de julho de 1964 (60 anos)             | 3 milhas a leste da U.S. 9, Port Kent 44° 31′ 30″ N, 73° 24′ 21″ O                                                                            | Essex | 66000518                                  | |
| 152   | Willard Memorial Chapel-Welch Memorial Hall                                             |        | 5 de abril de 2005 (19 anos)              | 17–19 Nelson St., Auburn 42° 56′ 13″ N, 76° 33′ 48″ O                                                                                         | Cayuga | 89000461                                  | |
| 153   | Jethro Wood House                                                                       |        | 19 de julho de 1964 (60 anos)             | NY 34B, Poplar Ridge 42° 44′ 15″ N, 76° 37′ 57″ O                                                                                             | Cayuga | 66000505                                  | |
| 154   | Woodchuck Lodge                                                                         |        | 29 de dezembro de 1962 (62 anos)          | 2 milhas de Roxbury na Roxbury Rd. 42° 17′ 47″ N, 74° 35′ 02″ O                                                                               | Delaware | 66000512                                  | Conhecido como John Burroughs Memorial State Historic Site. |
| 155   | Yaddo                                                                                   |        | 27 de fevereiro de 2013 (12 anos)         | NY 9P/Union Ave., Saratoga Springs 43° 04′ 06″ N, 73° 45′ 29″ O                                                                               | Saratoga | 13000282                                  | |

## Listagem atual da cidade de Nova Iorque
A cidade de Nova Iorque possui 116 NHLs, dos quais o primeiro marco foi designado em 9 de outubro de 1960 e os mais recentes em 16 de outubro de 2012.

## Áreas históricas do NPS no estado de Nova Iorque
Locais históricos nacional, parques históricos nacional, alguns monumentos nacional e determinadas áreas listadas no Sistema Nacional de Parques são marcos históricos de importância nacional, geralmente já protegidos antes mesmo da criação do programa NHL em 1960.
Existem 18 dessas áreas no estado de Nova Iorque. O Serviço Nacional de Parques lista três delas junto com os NHLs na cidade de Nova Iorque: o Monumento Nacional African Burial Ground, Governors Island e o Memorial Nacional Hamilton Grange, os quais fazem parte da lista de Marco Histórico Nacional em Nova Iorque, assim como também lista outros dois junto com os NHLs do estado de Nova Iorque, os quais fazem parte da lista acima: Fort Stanwix, Local Histórico Nacional Martin Van Buren Home conhecido como Lindenwald. Os outros 13 são:
|    | Nome                                                                       | Imagem | Criação                                                                                | Localidade e coordenadas                                                        | Condado     | NRIS     | Observações                                                                                          |
| -- | -------------------------------------------------------------------------- | ------ | -------------------------------------------------------------------------------------- | ------------------------------------------------------------------------------- | ----------- | -------- | --- |
| 1  | Monumento Nacional Castle Clinton                                          |        | 12 de agosto de 1946 (78 anos) (designação) 18 de julho de 1950 (74 anos) (efetivação) | South Ferry, Manhattan 40° 42′ 13″ N, 74° 01′ 00,5″ O                           | Nova Iorque | 66000537 | |
| 2  | Local Histórico Nacional Eleanor Roosevelt                                 |        | 27 de maio de 1977 (47 anos)                                                           | Hyde Park 41° 45′ 47″ N, 73° 53′ 56″ O                                          | Dutchess    |          | |
| 3  | Memorial Nacional Federal Hall                                             |        | 26 de maio de 1939 (85 anos)                                                           | Wall e Nassau Sts., Manhattan 40° 42′ 26″ N, 74° 00′ 37″ O                      | Nova Iorque | 66000095 | |
| 4  | Memorial Nacional General Grant                                            |        |                                                                                        | Riverside Dr. e W. 122nd St., Manhattan 40° 48′ 48″ N, 73° 57′ 47″ O            | Nova Iorque | 66000055 | |
| 5  | Local Histórico Nacional da Casa de Franklin D. Roosevelt                  |        | 15 de janeiro de 1944 (81 anos)                                                        | 2 milhas ao sul de Hyde Park na U.S. 9 41° 46′ 02″ N, 73° 56′ 08″ O             | Dutchess    | 66000056 | |
| 6  | Local Histórico Nacional de Sagamore Hill                                  |        | 25 de julho de 1962 (62 anos)                                                          | Final da Cove Neck Rd., Cove Neck 40° 53′ 08″ N, 73° 29′ 51″ O                  | Nassau      | 66000096 | |
| 7  | Local Histórico Nacional da Igreja de São Paulo                            |        | 5 de julho de 1943 (81 anos)                                                           | Eastchester, Mount Vernon 40° 53′ 34″ N, 73° 49′ 33″ O                          | Westchester | 66000580 | |
| 8  | Parque Histórico Nacional de Saratoga                                      |        |                                                                                        | 30 milhas ao norte de Albany via U.S. 4 e NY 32 42° 59′ 56″ N, 73° 38′ 15″ O    | Albany      | 66000569 | |
| 9  | Monumento Nacional da Estátua da Liberdade, Ilha Ellis e Ilha da Liberdade |        | 15 de outubro de 1924 (100 anos)                                                       | Ilha da Liberdade, Porto de Nova Iorque, Manhattan 40° 42′ 26″ N, 74° 00′ 37″ O | Nova Iorque | 66000058 | Monumento compartilhado com o estado de Nova Jersey. Listado oficialmente no condado de Nova Iorque. |
| 10 | Local Histórico Nacional do Nascimento de Theodore Roosevelt               |        |                                                                                        | 28 E. 20th St., Manhattan 40° 44′ 20″ N, 73° 59′ 23″ O                          | Nova Iorque | 66000054 | |
| 11 | Local Histórico Nacional da Inauguração de Theodore Roosevelt              |        |                                                                                        | 641 Delaware Ave., Buffalo 42° 54′ 05″ N, 78° 52′ 21″ O                         | Erie        | 66000516 | |
| 12 | Local Histórico Nacional da Mansão Vanderbilt                              |        |                                                                                        | Beirada norte de Hyde Park, U.S. 9 41° 47′ 46″ N, 73° 56′ 31″ O                 | Dutchess    | 66000059 | |
| 13 | Parque Histórico Nacional dos Direitos das Mulheres                        |        |                                                                                        | P.O. Box 70, Seneca Falls 42° 54′ 39″ N, 76° 48′ 05″ O                          | Seneca      | 80004397 | |

## NHL extinto
Um edifício no estado de Nova Iorque foi designado Marco Histórico Nacional e, posteriormente, de-designado.
|   | Nome                     | Imagem | Inclusão                                                                | Localidade e coordenadas     | Condado     | Observações |
| - | ------------------------ | ------ | ----------------------------------------------------------------------- | ---------------------------- | ----------- | --- |
| a | Edwin H. Armstrong House |        | 7 de janeiro de 1976 (49 anos) Excluído em 5 de março de 1986 (39 anos) | 1032 Warburton Ave., Yonkers | Westchester | Casa do cientista e inventor do rádio FM Edwin H. Armstrong foi demolida em 1983 e, posteriormente, de-designada. |